# 20467 Hibbitts
20467 Hibbitts (tên chỉ định: 1999 MX1) là một tiểu hành tinh vành đai chính. Nó được khám phá thông qua Chương trình nghiên cứu đối tượng gần Trái Đất của đài thiên văn Lowell ở trạm Anderson Mesa ở Coconino County, Arizona, ngày 20 tháng 6 năm 1999. Nó được đặt theo tên Charles A. Hibbitts thuộc phòng Lab ứng dụngVật lý ở Đại học Johns Hopkins.